# Norton SPX
De Norton SPX (Stepped Piston Crossover) (ook Norton Wulf genoemd) was een prototype van een 500cc-motorfiets dat de Britse constructeurs Bernard Hooper en John Favill in 1973 bouwden voor het Britse bedrijf Norton-Villiers-Triumph.

## Voorgeschiedenis
Zoals alle belangrijke Britse merken had Norton vanaf de Tweede Wereldoorlog voornamelijk naam gemaakt met zware paralleltwin-viertaktmotoren, eerst met de Norton Dominator en daarna met de Norton Atlas en de Norton Commando. Norton was in 1966 overgenomen door Dennis Poore, die het bedrijf Norton-Villiers vormde. In 1974 kwamen daar de merken BSA en Triumph bij, zodat Norton-Villiers-Triumph ontstond. In 1974 bestonden Triumph en BSA feitelijk niet meer en NVT richtte zich helemaal op het merk Norton om haar bestaan te waarborgen. De Commando's hadden inmiddels een cilinderinhoud van 829 cc, maar de opbouw van de motor was nog ongewijzigd ten opzichte van die in de jaren veertig en hopeloos verouderd. Dat werd vooral duidelijk toen in 1968 de Honda CB 750 op de markt kwam en enkele jaren later de Kawasaki Z 1 900.
NVT stond dan ook aan de rand van de afgrond en was gedwongen enkele fabrieken te sluiten, waardoor het personeel in staking ging en zelfs sit-ins organiseerde.

## Norton Wulf
Daarom ontwikkelde Bernard Hooper de nieuwe machine, die bij zijn prestentatie nog Norton SPX werd genoemd, een naam die al snel veranderde in Norton Wulf. Qua styling was de Norton Wulf nog niet erg modern, maar dat had bij de uiteindelijke versie wel aangepast kunnen worden. Ze had wel de 272mm-Lockheed-schijfrem in het voorwiel en het was de enige Norton zonder kickstarter maar met een startmotor.

### Motor
De motor was een Luchtgekoelde tweecilinder tweetakt-lijnmotor met getrapte zuigers. Aan de onderkant van de zuiger zat een schijf die het carter afsloot, waardoor dit niet - zoals bij de meeste tweetakten - als voorcompressieruimte werd gebruikt. Dat maakte het ook mogelijk in het carter olie op te slaan, het zgn. wet-sumpsysteem. Er kon dan ook normale benzine worden getankt. De boring bedroeg 74,5 mm, de slag 57 mm en de cilinderinhoud 496,9 cc. De schijf aan de onderkant van de zuiger had een diameter van 100,5 mm. Er waren twee carburateurs toegepast die achter het cilinderblok zaten, maar de uitlaatpoorten zaten aan de zijkanten. De ontsteking werkte met het gebruikelijke accu-bobinesysteem met te 6V-bobines en een onderbreker. De motor leverde 42 pk bij 6.500 tpm, wat een topsnelheid van 168 km/uur opleverde.

### Transmissie
Van de primaire transmissie en de toegepaste koppeling is niets bekend, maar de machine had een vierversnellingsbak die al met de linkervoet werd geschakeld. Dat systeem kregen de Commando-modellen pas in 1975. Het achterwiel werd door een ketting aangedreven.

### Rijwielgedeelte
Het frame was een dubbel wiegframe dat ook wel als ruggengraatframe werd aangeduid omdat het een dikke centrale bovenbuis had. Zoals bij de Commando's was ook hier het Isolastic-systeem toegepast. Dat had Bernard Hooper zelf bedacht. Voor zat de bekende Norton Roadholder-telescoopvork met een enkele schijfrem in het voorwiel, achter een Swingarm met twee veer/demperelementen en een trommelrem.

#### Isolastic systeem
Hoofdingenieur Wally Wyatt had al een rubberophanging van het motorblok voor de Norton P10 ontwikkeld, maar dat faalde. Het blok kon bewegen in het frame, maar de aandrijflijn niet. Daardoor liep de ketting van het achtertandwiel. Toch moest er iets gebeuren om de enorme trillingen van het blok te beperken. Aanpassingen aan nokkenas, carburateurs en uitlaatsysteem zouden betekenen dat het vermogen drastisch daalde, waardoor ten opzichte van de Atlas geen enkel voordeel zou worden geboekt. Bernard Hooper, een ingenieur die van Villiers kwam, bedacht tijdens een treinreis een oplossing voor de rubberophanging van het motorblok. Hij bouwde de hele aandrijflijn inclusief swingarm aan het motorblok vast, waardoor alles tegelijk "bewoog". Op de octrooiaanvraag van het systeem kwam ook de naam van Robert Victor ("Bob") Trigg, die bij Ariel en BSA gewerkt had, maar die nu samen met Stefan Bauer verantwoordelijk was voor de bouw van het frame.

## Norton Wulf II
Een tweede prototype was aanmerkelijk verbeterd. Het had nu een vloeistofgekoeld blok en de stroomlijnkuip van de Norton Commando John Player Special met dubbele koplamp. Het voldeed aan strengere emissie-eisen en kreeg de naam Wulf II, maar ook nu bleef het bij een prototype.

## Toekomstplannen
Hooper en Favill hadden nog een aantal plannen met de SPX. Het belangrijkste was de toepassing van brandstofinjectie, maar er zouden ook 350- en 750-versies volgen. Daar kwam allemaal niets van terecht. Hoewel de SPX zo ontworpen was dat hij op de bestaande productielijnen gebouwd kon worden, was er geen geld om de machine door te ontwikkelen.